# Les Orientales
Pour les articles homonymes, voir Les Orientales (homonymie).
Les Orientales est un recueil de poèmes écrit par Victor Hugo et publié en 1829.

## Un exotisme flamboyant
Composé de quarante-et-un poèmes dont trente-six datent de 1828, l’ouvrage, très fortement marqué par le philhellénisme ou engouement de l’époque pour la Grèce (Navarin, Enthousiasme, l’Enfant), offre une série de tableaux hauts en couleur de l’Orient méditerranéen.
Mais le pittoresque n’épuise pas la richesse du recueil où voisinent les accents guerriers, épiques, érotiques et même intimistes, comme dans le poème conclusif, qui, par son repli mélancolique, annonce les Feuilles d’automne.

## Poésie et liberté
La préface revendique les privilèges de la liberté dans l’art et joue de la provocation en qualifiant l’ouvrage de « livre inutile de pure poésie ».
Hugo semble en effet user de tous ses moyens de virtuose comme dans les célèbres Djinns, poème conçu comme un crescendo et un decrescendo ; l’Orient est ainsi prétexte aux jeux de l’imaginaire, à l’inventivité verbale et à la diversité rythmique qui, plus encore que dans Odes et Ballades, manifeste la rupture avec les formes classiques. 
Cette fantaisie débridée et affichée ne doit pas cacher la double célébration qui domine le recueil : celle de la liberté grecque et celle de Napoléon. Le jeune Hugo s’éloigne ainsi du royalisme conservateur qui nourrissait ses premiers poèmes. La liberté dans l’art est indissociable d’une liberté de l'art revendiquée ici à travers la multiplicité des sujets (depuis l’histoire jusqu’à la fable), l’exaltation de la passion, l’imagination morbide… 
La préface le proclamait : « en poésie, tout a droit de cité ».

## Liste des poèmes

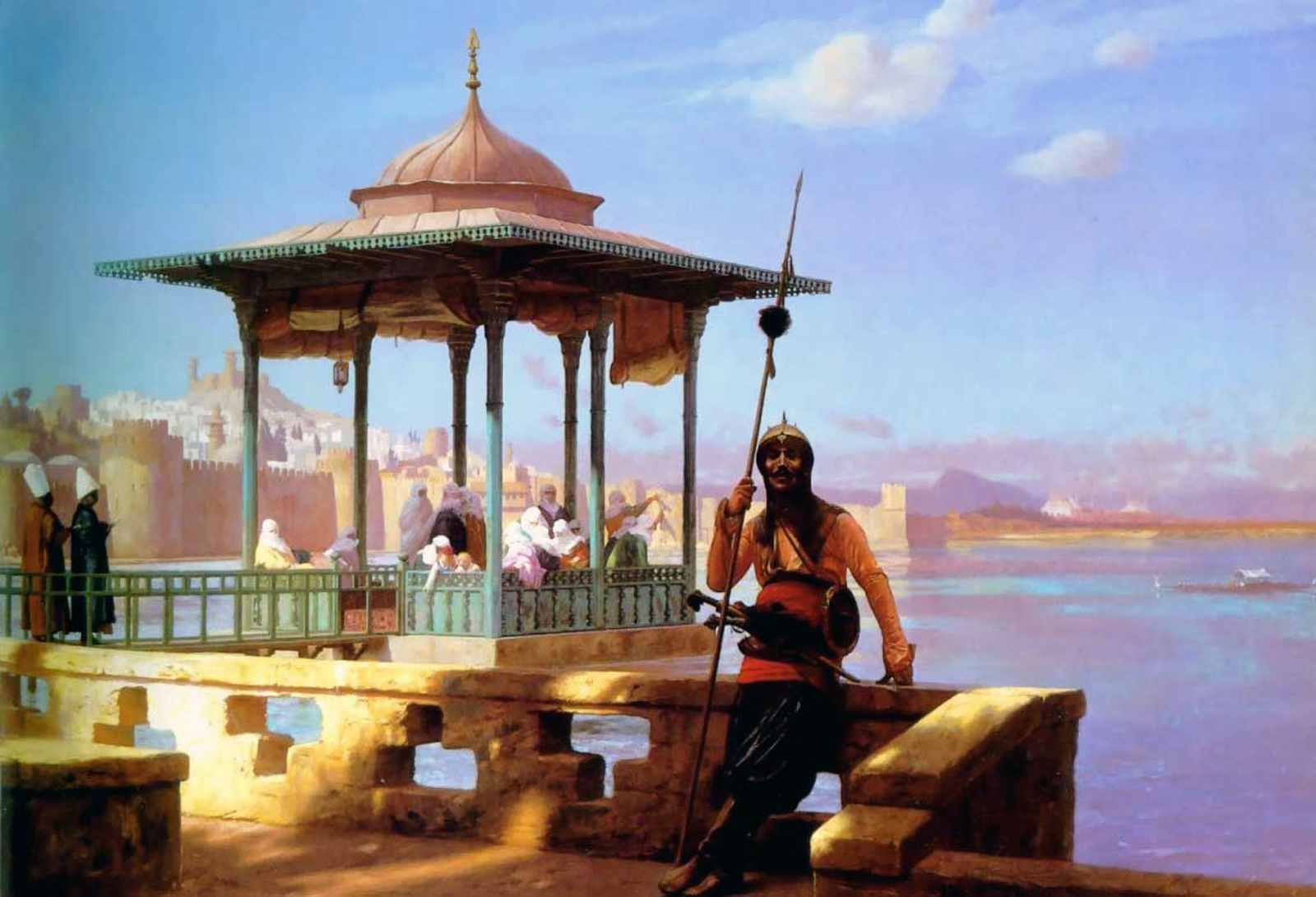
Si je n’étais captive,
J’aimerais ce pays, [...]
Si le long du mur sombre
N’étincelait dans l’ombre
Le sabre des spahis.
Harem au kiosque, tableau orientaliste de Jean-Léon Gérôme, contemporain de Hugo.

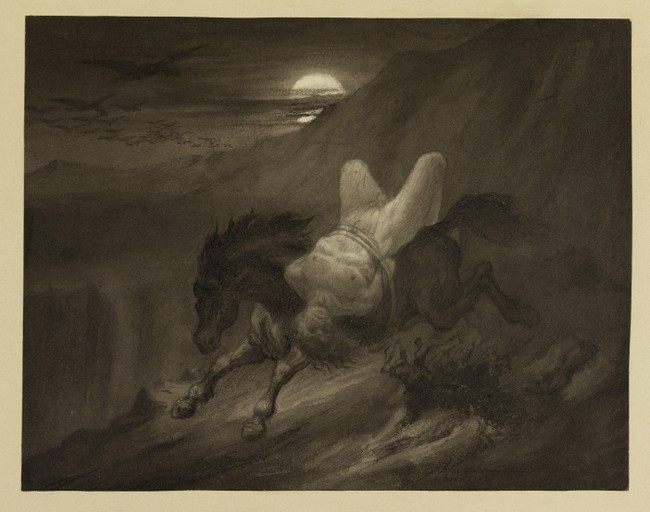
Mazeppa, illustration par Victor Masson (1868)

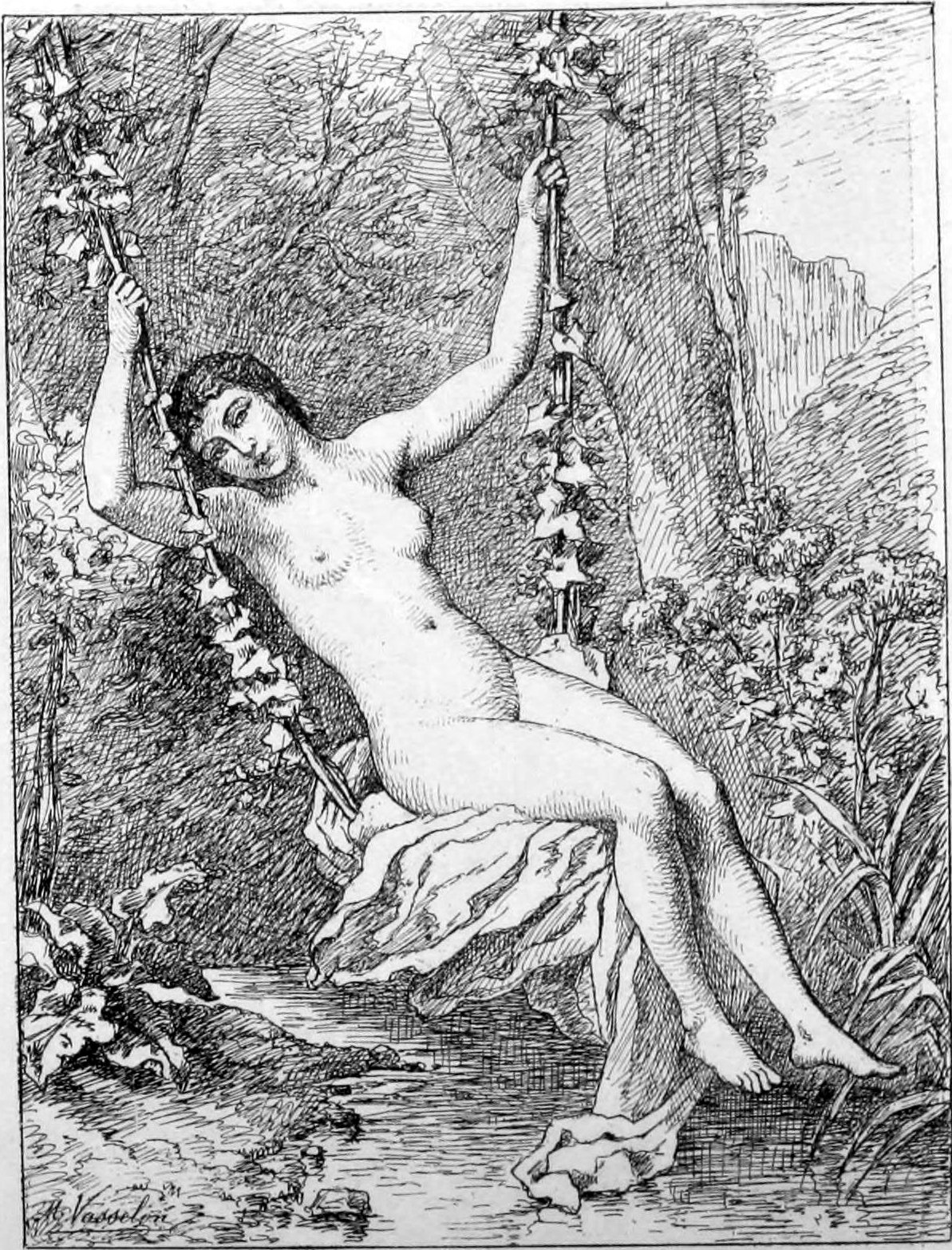
Sara la baigneuse, illustration par Marius Vasselon (1890).

1. Le Feu du Ciel
2. Canaris
3. Les têtes du sérail
4. Enthousiasme
5. Navarin
6. Cri de guerre du mufti
7. La douleur du pacha
8. Chanson de pirates
9. La captive
10. Clair de lune
11. Le voile
12. La sultane favorite
13. Le derviche
14. Le château-fort
15. Marche turque
16. La bataille perdue
17. Le ravin
18. L'Enfant
19. Sara la baigneuse
20. Attente
21. Lazzara
22. Vœu
23. La ville prise
24. Adieux de l'hôtesse arabe
25. Malédiction
26. Les tronçons du serpent
27. Nourmahal-la-Rousse
28. Les Djinns
29. Sultan Achmet
30. Romance mauresque
31. Grenade
32. Les bleuets
33. Fantômes
34. Mazeppa
35. Le Danube en colère
36. Rêverie
37. Extase
38. Le Poëte au calife
39. Bounaberdi
40. Lui
41. Novembre